# Francisco Arriví
Francisco Arriví, né le 24 juin 1915 à San Juan (Porto Rico) et mort le 8 février 2007, est un dramaturge, poète, essayiste et metteur en scène portoricain.